# Boutonnière (mode)

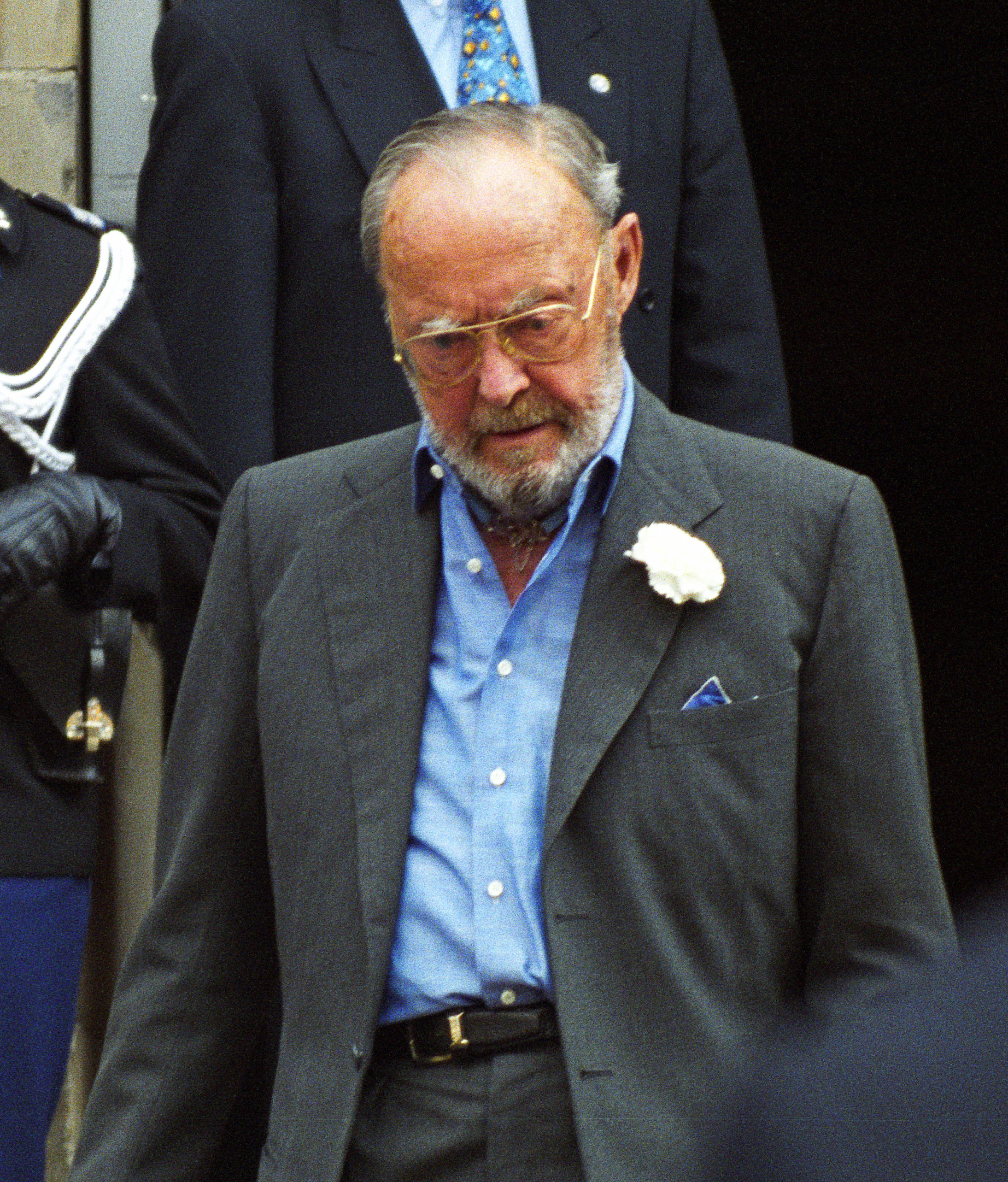
Prins Bernhard met een boutonnière

De boutonnière is een enkele bloem, traditioneel gedragen door mannen op het linker revers met het steeltje omlaag. Hij kan worden gezien als de mannelijke tegenhanger van de corsage.
De term komt van het Franse woord voor knoopsgat.

## Gebruik
Hoewel een boutonnière in het verleden heel algemeen gedragen werden, worden ze tegenwoordig vooral toegepast op officiële gelegenheden zoals feesten, bruiloften, begrafenissen etc.
Prins Bernhard was een zeer bekende drager van een boutonnière (anjer).